# Edith Schippers

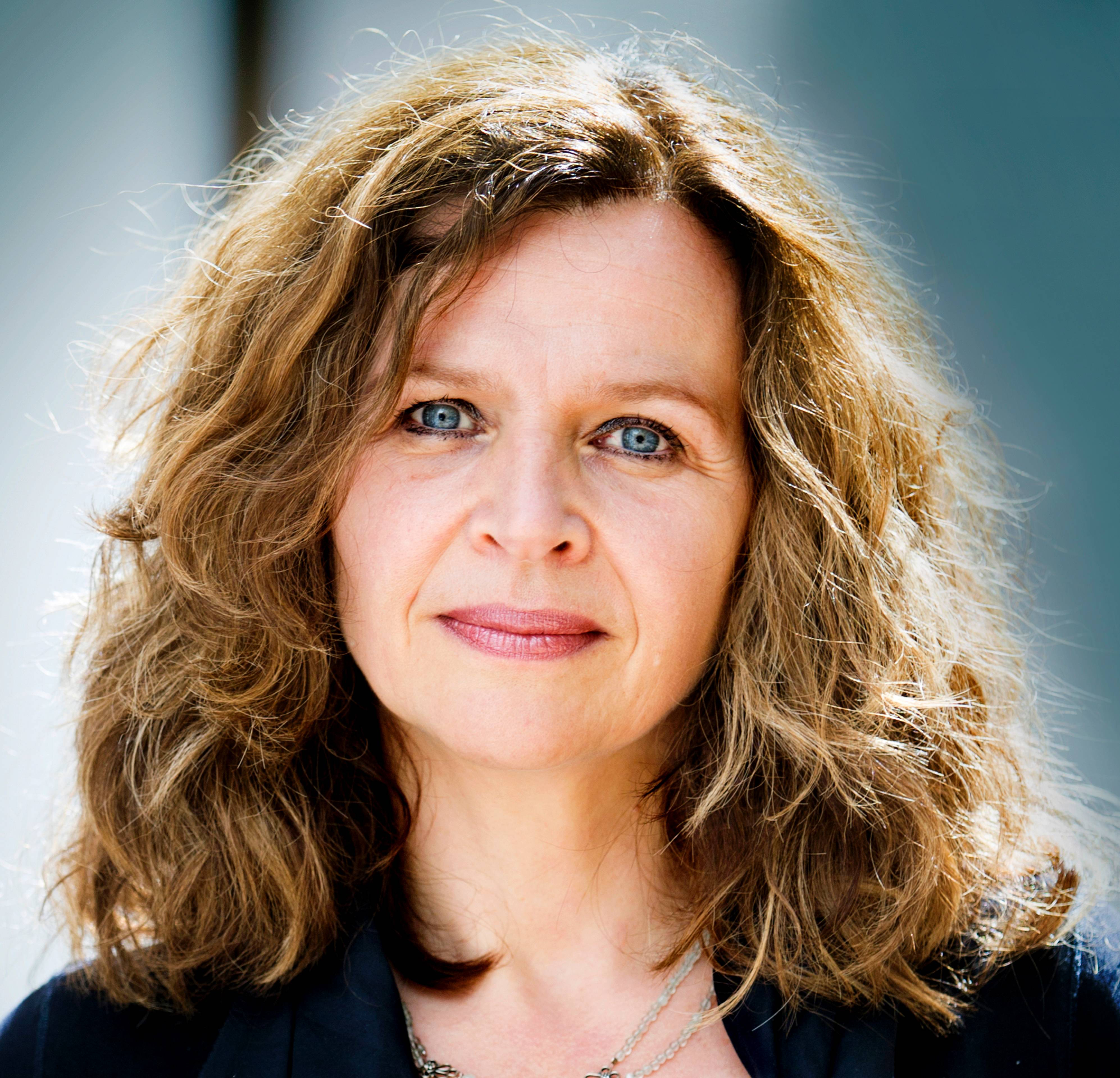
Edith Schippers

Edith Ingeborg Schippers (* 25. August 1964 in Utrecht) ist eine niederländische Politikerin der Volkspartij voor Vrijheid en Democratie (VVD) und Managerin. Von 2010 bis 2017 leitete sie das Ministerium für Gesundheit, Soziales und Sport. Von Juni 2023 bis Januar 2025 war sie Vorsitzende der VVD-Fraktion in der Ersten Kammer der Generalstaaten.

## Biografie
Schippers studierte Politologie an der Reichsuniversität Leiden und arbeitete von 1993 bis 1997 als Fraktionsmitarbeiterin der VVD-Fraktion in der Zweiten Kammer der Generalstaaten. Danach war sie bis 2003 Sekretärin beim Arbeitgeberverband VNO-NCW. Daneben war sie von 2000 bis 2002 Sekretärin des Hauptvorstandes der VVD. Am 3. Juni 2003 wurde Schippers Abgeordnete der Zweiten Kammer. Sie war Parlamentarierin, bis sie im Herbst 2010 Ministerin wurde, außerdem nochmals kurz nach der Wahl im September 2012, bevor die neue Regierung vereidigt wurde. Von 2010 bis 2017 war Schippers Ministerin für Gesundheit, Wohlfahrt und Sport in den Kabinetten Rutte I und Rutte II.
2017 kündigte sie ihren Rückzug aus der Politik an: Sie kandidierte nicht für die Parlamentswahl im März und stand auch nicht als Ministerin zur Verfügung. Deswegen wurde ihr aufgrund ihrer entsprechend neutralen Haltung als Informateur vom Parlament die Aufgabe übertragen, eine neue Regierungsbildung auszuloten, was ihr in zwei Konstellationen nicht gelang, so dass sie die Position im Mai an Herman Tjeenk Willink abgab. Nach der schließlichen Regierungsbildung schied sie im Oktober des Jahres aus dem Amt und übergab es an Hugo de Jonge vom CDA.
Schippers wurde 2019 als Nachfolgerin ihres Parteikollegen Atzo Nicolaï Präsidentin von DSM Nederland, einer 100-prozentigen Tochter des Chemiekonzerns Koninklijke DSM. Im April 2023 trat sie als Präsidentin von DSM Nederland en Europa zurück, um in die Politik zurückzukehren. Bei der Wahl zur Ersten Kammer der Generalstaaten (auch Senat genannt) im Mai 2023 war sie Spitzenkandidatin der VVD. Von Juni 2023 bis Januar 2025 war sie VVD-Fraktionsvorsitzende im Oberhaus des niederländischen Parlaments. Im Januar 2025 übernahm sie den Posten des CEO beim Pharmaunternehmen Mosadex Groep in ’s-Hertogenbosch.

## Persönliches
Edith Schippers ist verheiratet und hat eine Tochter. Sie lebt in Baarn.